# ANZAC Girls
ANZAC Girls es una miniserie australiana transmitida del 10 de agosto hasta el 14 de septiembre de 2014 por medio de la cadena ABC1. La miniserie estará basada en el libro The Other ANZACs de Peter Rees.
Contó las historias verdaderas de mujeres extraordinarias del ANZAC que son testigos de la brutalidad y el heroísmo de la guerra, por lo que deciden afrontar el reto de la guerra.

## Trama
La miniserie se centró en diciembre de 1914 y en un grupo de las primeras mujeres voluntarias para el Servicio de Enfermería del ANZAC que partieron con destino a la Gran Guerra. Yendo a Egipto se preparan para la campaña de Gallipoli y sirven ahí como en Alejandría, Lemnos y el frente occidental. A través de las dificultades que enfrentan logran mantener una excepcional amistad, pero también deberán de sobrellevar el amor, el éxito y la angustia.

## Episodios
| N.º en serie | N.º en temp. | Título           | Dirigido por | Escrito por                 |
| --- | ------------ | ---------------- | ------------ | --------------------------- |
| 1 | 1            | «"Aventura"»     | Ken Cameron  | Felicity Packard            |
| Las enfermeras llegan a El Cairo, Egipto (quizás Ghezireh Red Cross Hospital en Gezira) desde Australia y se presentan cinco personajes principales. , todos representando protagonistas reales. La matrona Grace Wilson es vista como una líder fuerte, pero amable y servicial con quienes están debajo de ella: la hermana Alice es vista como la más fuerte de las cuatro enfermeras; Oliva el adorable larrikin; Hilda, la neozelandesa tímida, religiosa e insegura; y Elsie Shepherd, una chica de clase alta que oculta brevemente el hecho de que está casada con el teniente "Syd" Cook, hijo del ex-P.M. José Cook. Se la representa usando su apellido de soltera, porque como mujer casada no sería elegible para el servicio en el extranjero. (Esto puede ser ficción.) Cada uno está preparado para una gran aventura, aunque algunos parecen tener ideas distintas a la enfermería en mente. Alice va de turismo con el torpe teniente. franco smith; conoce al mayor Xavier Leopold, un médico británico, que la adora; y finalmente el teniente. Harry Moffitt que le lee de un libro de versos y ella se enamora. Hilda se encuentra entre los elegidos para unirse al barco hospital británico HMHS Sicilia con destino a Gallipoli, sufre bombardeos y atiende a algunas de las primeras víctimas, trabajando muchas horas. Su amiga Millicent se derrumba. De vuelta en El Cairo, los cirujanos se ven abrumados por las bajas de Gallipoli, por lo que Alice y Olive se someten a procedimientos que van más allá de su vocación. Elsie encuentra a Syd entre los heridos, se recupera y regresa a Gallipoli, al igual que Harry. Frank es admitido con un pulmón perforado, es repatriado a Australia pero primero le propone matrimonio a Alice; ella no se compromete. |              |                  |              |                             |
| 2 | 2            | «"Deber"»        | Ken Cameron  | Niki Aken, Felicity Packard |
| Matron Wilson y Olive se encuentran entre las enfermeras enviadas desde El Cairo a la isla de Lemnos para establecer un hospital de campaña avanzado, para atender a los heridos menos graves de Gallipoli. No tienen refugio y poca agua, suministros limitados y el reconocimiento a regañadientes del ejército australiano, como lo ejemplificó el coronel Fiaschi, quien enviaría a todas las mujeres de regreso si se saliera con la suya. En El Cairo, Elsie se entera de que Syd ha sido gravemente herido, le suplica a la matrona Gould que le permita visitarlo en el B.G.H. No. 19, Alexandria. Ella convence a su matrona Oram para que la transfieran al servicio británico y cuida a Syd para que recupere la salud. La disentería golpea a Lemnos debido a las moscas y la falta de saneamiento; Matron Jaggard muere y Olive es una de las que sufren, pero rechaza una oferta para ser evacuada. Conoce a un ordenanza, Pat Dooley, cuya compañía disfruta. Habiéndome ofrecido como voluntario para la sala de V.D., No. 1 A.G.H., El Cairo (quizás Military Infectious Diseases Hospital en Choubra), Alice ayuda a Leopold a dar conferencias sobre prevención a las tropas. |              |                  |              |                             |
| 3 | 3            | «"Aguante"»      | Ken Cameron  | Niki Aken, Felicity Packard |
| Harry es herido y enviado a El Cairo, por lo que él y Alice se reencuentran. Leopold le propone matrimonio y ella no se compromete, esperando una muestra de afecto del lacónico Harry. La recuperación de Syd es lenta y Elsie argumenta que lo envíen a Inglaterra para recibir tratamiento; la envían de regreso a El Cairo y Oram no lamenta verla partir. Las amigas de Olive, Poppy y Lorna, se encuentran entre las enfermeras que regresan de Lemnos a bordo del buque de tropas Marquette, que es hundido por un torpedo de un submarino alemán. Llega el invierno y los soldados llegan a Lemnos sufriendo congelación. La amiga de Olive, Clarice, acepta casarse con el sargento Lawrence, solo para salir de la isla. Olive es despectivo. Fiaschi sufre de beri-beri y es evacuado a El Cairo, donde el otrora antagónico coronel defiende valientemente a las enfermeras de Lemnos. Las tropas se retiran de Gallipoli y las cinco enfermeras se reúnen en El Cairo. Elsie se ofrece como voluntaria para el servicio a bordo del barco Demosthenes que lleva a hombres heridos de regreso a Australia, donde puede cuidar de Syd, pero sabe que no podrá volver a servir en el extranjero. Harry le propone matrimonio a Alice y ella acepta. |              |                  |              |                             |
| 4 | 4            | «"Amor"»         | Ian Watson   | Felicity Packard            |
| Las enfermeras son enviadas a Francia, al principio bajo el mando del Reino Unido como el número 11 británico. Hospital estacionario británico, Rouen, bajo Ward Sister Bullus, y descubren la diferencia entre las ideas británicas y australianas de disciplina y orden. Alice se encuentra con el soldado Pat Dooley cavando un pozo de letrina. Las enfermeras organizan una conmemoración del Día de Anzac. Comienzan a tratar heridas graves de la Somme. Alice recibe noticias de Harry, quien ha sido transferido al 53.º Batallón y enviado a el Somme, donde está luchando la batallón. Matron Wilson es ascendida y se va a Londres, donde espera mejorar las relaciones entre el Ejército y el Servicio de Enfermería. Pat ha tenido entrenamiento de oficial y regresa como teniente Dooley; le propone matrimonio a Olive. Ella huye, pero lo atrapa al día siguiente y acepta, diciéndole que se ha ofrecido como voluntaria para el No. 2 Estación de compensación de siniestros de Australia en Trois Arbres. Al regresar de un pícnic con sus amigos, se le informa a Alice que Harry fue asesinado en Fromelles. Ella recibe su última carta. |              |                  |              |                             |
| 5 | 5            | «"Compañerismo"» | Ian Watson   | Niki Aken                   |
| Hilda trabaja como enfermera de quirófano, reemplaza a regañadientes al anestesista y demuestra su capacidad. Dooley se encuentra con Olive en la estación de campo de Trois Arbres; hay un ataque con gas y no hay suficientes máscaras para todos, improvisan; Dooley le propone matrimonio y ella acepta. Hilda y Alice se encuentran entre los que reciben capacitación en anestésicos: Hilda es la mejor de la clase; luego llegan órdenes de que las enfermeras australianas no deben hacer cirugías, pero al ser neozelandesa, está exenta. Alice se niega a aceptar que Harry está muerto, finalmente recibe la confirmación, contempla el suicidio pero Hilda la consuela. Dooley está gravemente herido, pero gracias a Olive se somete a una cirugía donde otro se habría clasificado más allá de la salvación. Es repatriado y Olive se ofrece como voluntario para el servicio en el barco hospital con destino a Australia. Hay una reunión: Elsie se había unido a la Cruz Roja, a quien no le importaba que estuviera casada, por lo tanto, podía servir en Francia. Alice e Hilda se ofrecen como voluntarias para el servicio en la Estación de compensación de víctimas, más cerca del frente. |              |                  |              |                             |
| 6 | 6            | «"Coraje"»       | Ian Watson   | Felicity Packa              |
| Elsie está trabajando en un hospital francés en Amiens; ella sabe que Syd está de vuelta en el frente, pero no sabe dónde. Alice e Hilda llegan a la estación de limpieza y son objeto de ataques aéreos. Son heroicos en los vanos intentos de salvar a los pacientes, luego se hacen amigos de un pequeño gato. Elsie hace autostop hasta Fricourt para ver a Syd, que está con el 2.º Batallón; de regreso del frente, está demasiado traumatizado para decir mucho, pero en una escena tierna, Elsie lo baña y lo consuela. Alice recibe la Medalla militar, presentada por Birdwood mismo; El mayor Leopold, con cierta gracia, vuelve a proponerle matrimonio y una vez más Alice se niega, pero agradecida. Elsie recibe una llamada de Syd, invitándola a Londres para conocer a sus padres. Ella se niega; esta vez el deber es lo primero; y se niega nuevamente cuando la ve en persona, en una escena que lo muestra bajo una luz menos favorable. Alice cuida a algunos prisioneros de guerra alemanes heridos que han sido ignorados y olvidados. Contempla al Dios que es reclamado por ambos bandos y se vuelve fatalista, mientras que la fe de Hilda se ve reforzada por el hecho de su supervivencia. Regresan al hospital de campaña y son recibidos por la hermana Wilson. Después del Armisticio y el final de la guerra, los soldados y enfermeras de ANZAC celebran en una ciudad francesa; luego se nos da una idea de la vida de posguerra de las chicas. El capítulo se cierra con algunos hechos históricos y fotos de las mujeres reales representadas en la serie. |              |                  |              |                             |

## Personajes principales
| Actor           | Personaje             | Ocupación | N.º de episodios | Duración |
| --------------- | --------------------- | --------- | ---------------- | -------- |
| Laura Brent     | Elsie Cook            | Enfermera | 6                | 2014     |
| Georgia Flood   | Alice Ross-King       | Enfermera | 6                | 2014     |
| Anna McGahan    | Olive Haynes          | Enfermera | 6                | 2014     |
| Antonia Prebble | Hilda Steele          | Enfermera | 6                | 2014     |
| Caroline Craig  | Grace Wilson          | Matrona   | 6                | 2014     |
| Todd Lasance    | Lt. Sydney "Syd" Cook | Mayor     | 6                | 2014     |
| Dustin Clare    | Lt. Harry Moffitt     | Teniente  | 6                | 2014     |

### Personajes secundarios
| Actor               | Personaje                    | Ocupación          | N.º de episodios | Duración |
| ------------------- | ---------------------------- | ------------------ | ---------------- | -------- |
| Charles Mayer       | Xavier Leopold               | Mayor              | 6                | 2014     |
| Honey Debelle       | Catherine "Kit" McNaughton   | Enfermera          | 6                | 2014     |
| Brandon McClelland  | Lt. Norval "Pat" Dooley      | Teniente           | 5                | 2014     |
| Brad Williams       | Archibald Springer           | Mayor              | 5                | 2014     |
| Rhondda Findleton   | Ellen "Nellie" Gould         | Matrona            | 3                | 2014     |
| Bonnie Soper        | Jessie Verey                 | Enfermera          | 3                | 2014     |
| Sara West           | Clarice Daley                | Enfermera          | 3                | 2014     |
| Leon Ford           | John Prior                   | Mayor              | 3                | 2014     |
| Aaron Cartwright    | Wilcox                       | Mayor              | 3                | 2014     |
| John Waters         | Cnel. Thomas Fiaschi         | Coronel            | 2                | 2014     |
| Nathaniel Dean      | Lionel Quick                 | Mayor              | 2                | 2014     |
| Josef Ber           | Sherwin                      | Mayor              | 2                | 2014     |
| Erin Dewar          | Ethel "Pete" Peters          | Enfermera          | 2                | 2014     |
| Glenn Hazeldine     | Cpt. Charles Mooney          | Capitán            | 2                | 2014     |
| Charlotte Hazzard   | Florence Tilly               | Enfermera          | 2                | 2014     |
| Brooke Williams     | Edith "Poppy" Popplewell     | Enfermera          | 2                | 2014     |
| Ben Hall            | Hal Cooper                   | Soldado            | 2                | 2014     |
| Robyn Paterson      | Lorna Rattray                | Enfermera          | 2                | 2014     |
| Clarence Ryan       | Billy Tinker                 | Soldado            | 2                | 2014     |
| Sebastian Freeman   | Graeme Wilson                | Soldado de Primera | 2                | 2014     |
| James Fraser        | Jimmy Stubbs                 | Soldado            | 2                | 2014     |
| Michael Gilmour     | Angus McLeod                 | Soldado            | 2                | 2014     |
| Staten Evans        | Sgt. Ernest Lawrence         | Sargento           | 2                | 2014     |
| Madeleine Jevic     | Meg Hayes                    | Enfermera          | 2                | 2014     |
| Lisa White          | Watson                       | Enfermera          | 2                | 2014     |
| Thomas Cocquerel    | Lt. Frank Smith              | Teniente           | 1                | 2014     |
| Hannah Marshall     | Millicent Parker             | Enfermera          | 1                | 2014     |
| Pip Edwards         | Lilian "Fraser" Thompson     | -                  | 1                | 2014     |
| Nicholas Bell       | William Birdwood             | General            | 1                | 2014     |
| Phillip Lowe        | Andrew Barton                | Mayor              | 1                | 2014     |
| Ian Bliss           | Constantine De Crespigny     | Coronel            | 1                | 2014     |
| Christian Antidormi | Charles "Chuck" Winterhalder | Soldado            | 1                | 2014     |
| Demelza Cadwallader | Agnes Jones                  | Enfermera          | 1                | 2014     |
| Kaaran Watene       | Guthrie                      | Soldado            | 1                | 2014     |
| Nic Krieg           | Buchan                       | Soldado            | 1                | 2014     |
| Travis Jeffery      | Len Keogh                    | Corporal           | 1                | 2014     |
| Ellonye Keniry      | Denton                       | Enfermera          | 1                | 2014     |
| Charlotte Rose      | Halliwell                    | Enfermera          | 1                | 2014     |
| Elizabeth Hay       | Taite                        | Enfermera          | 1                | 2014     |
| Martha Lott         | Jessie Jaggard               | Matrona            | 1                | 2014     |
| Jaye Gordon         | Marie Cameron                | Matrona            | 1                | 2014     |
| Nick Martin         | Lt. Norm Wilkinson           | Teniente           | 1                | 2014     |
| Alexander Kleut     | Rodgers                      | Soldado            | 1                | 2014     |
| Elliot Howard       | Sydney Appleford             | Doctor             | 1                | 2014     |
| Jamie Irvine        | John Wilson                  | -                  | 1                | 2014     |

## Premios y nominaciones
| Año  | Categoría                                | Premio               | Nominados (a)                                                 | Resultado |
| ---- | ---------------------------------------- | -------------------- | ------------------------------------------------------------- | --------- |
| 2015 | Most Popular New Talent                  | Logie Award          | Laura Brent                                                   | Nominada  |
| 2015 | Most Outstanding Newcomer                | Graham Kennedy Award | Brandon McClelland                                            | Nominado  |
| 2015 | Most Outstanding Miniseries Or Telemovie | Logie Award          | ANZAC Girls                                                   | Nominado  |
| 2015 | Best Sound in Television                 | AACTA Award          | Tom Heuzenroeder, Des Kenneally, Belinda Trimboli y Pete Best | Nominados |
| 2014 | Television Mini-Series - Adaption        | AWGIE Award          | Niki Aken y Felicity Packard                                  | Ganaron   |

## Producción
La serie fue dirigida por Ken Cameron e Ian Watson y contó con la participación de los productores Lisa Scott y Felicity Packard.
En la serie también trabajaron los escritores Felicity Packard y Niki Aken.
La serie fue filmada en Australia del Sur, con el apoyo del "South Australian Film Corporation" y de "Screen Australia".